# Lincolnton (Carolina del Nord)
Lincolnton és una població dels Estats Units i seu del comtat de Lincoln a l'estat de Carolina del Nord. Segons el cens del 2000 tenia 9.966 habitants.

## Demografia
Segons el cens del 2000, Lincolnton tenia 9.965 habitants, 3.878 habitatges i 2.613 famílies. La densitat de població era de 470,9 habitants per km².
Dels 3.878 habitatges en un 29,3% hi vivien nens de menys de 18 anys, en un 47,4% hi vivien parelles casades, en un 15,8% dones solteres, i en un 32,6% no eren unitats familiars. En el 28,4% dels habitatges hi vivien persones soles el 13,8% de les quals corresponia a persones de 65 anys o més que vivien soles. El nombre mitjà de persones vivint en cada habitatge era de 2,46 i el nombre mitjà de persones que vivien en cada família era de 2,98.
Per edats la població es repartia de la següent manera: un 23,6% tenia menys de 18 anys, un 8,9% entre 18 i 24, un 27,1% entre 25 i 44, un 21,7% de 45 a 60 i un 18,7% 65 anys o més.
L'edat mediana era de 38 anys. Per cada 100 dones de 18 o més anys hi havia 81,9 homes.
La renda mediana per habitatge era de 31.684 $ i la renda mediana per família de 39.949 $. Els homes tenien una renda mediana de 29.615 $ mentre que les dones 21.768 $. La renda per capita de la població era de 16.667 $. Entorn del 14,4% de les famílies i el 17,3% de la població estaven per davall del llindar de pobresa.

## Poblacions més properes
El següent diagrama mostra les poblacions més properes.